# Tân Hải, Diêm Thành
Tân Hải (chữ Hán phồn thể:濱海縣, chữ Hán giản thể: 滨海县) là một huyện thuộc địa cấp thị Diêm Thành, tỉnh Giang Tô, Cộng hòa Nhân dân Trung Hoa. Huyện này có diện tích 1849 ki-lô-mét vuông, dân số 1,09 triệu người. Mã số bưu chính 224500. Chính quyền huyện đóng ở trấn Đông Khảm. Về mặt hành chính, huyện này được chia ra các đơn vị gồm 10 trấn, 5 hương.
- Trấn: Đông Khảm, Ngũ Tấn, Thái Kiều, Chính Hồng, Thông Du, Giới Bài, Bát Cự, Bát Than, Tân Hải Cảng, Tân Hoài.
- Hương: Thiên Trường, Đại Sáo, Trần Đào, Chấn Đông, Phàn Tập.

## Khí hậu
| Dữ liệu khí hậu của Tân Hải, elevation 4 m (13 ft), (1991–2020 normals, extremes 1981–present) | Dữ liệu khí hậu của Tân Hải, elevation 4 m (13 ft), (1991–2020 normals, extremes 1981–present) | Dữ liệu khí hậu của Tân Hải, elevation 4 m (13 ft), (1991–2020 normals, extremes 1981–present) | Dữ liệu khí hậu của Tân Hải, elevation 4 m (13 ft), (1991–2020 normals, extremes 1981–present) | Dữ liệu khí hậu của Tân Hải, elevation 4 m (13 ft), (1991–2020 normals, extremes 1981–present) | Dữ liệu khí hậu của Tân Hải, elevation 4 m (13 ft), (1991–2020 normals, extremes 1981–present) | Dữ liệu khí hậu của Tân Hải, elevation 4 m (13 ft), (1991–2020 normals, extremes 1981–present) | Dữ liệu khí hậu của Tân Hải, elevation 4 m (13 ft), (1991–2020 normals, extremes 1981–present) | Dữ liệu khí hậu của Tân Hải, elevation 4 m (13 ft), (1991–2020 normals, extremes 1981–present) | Dữ liệu khí hậu của Tân Hải, elevation 4 m (13 ft), (1991–2020 normals, extremes 1981–present) | Dữ liệu khí hậu của Tân Hải, elevation 4 m (13 ft), (1991–2020 normals, extremes 1981–present) | Dữ liệu khí hậu của Tân Hải, elevation 4 m (13 ft), (1991–2020 normals, extremes 1981–present) | Dữ liệu khí hậu của Tân Hải, elevation 4 m (13 ft), (1991–2020 normals, extremes 1981–present) | Dữ liệu khí hậu của Tân Hải, elevation 4 m (13 ft), (1991–2020 normals, extremes 1981–present) |
| Tháng                                                                                          | 1                                                                                              | 2                                                                                              | 3                                                                                              | 4                                                                                              | 5                                                                                              | 6                                                                                              | 7                                                                                              | 8                                                                                              | 9                                                                                              | 10                                                                                             | 11                                                                                             | 12                                                                                             | Năm                                                                                            |
| ---------------------------------------------------------------------------------------------- | ---------------------------------------------------------------------------------------------- | ---------------------------------------------------------------------------------------------- | ---------------------------------------------------------------------------------------------- | ---------------------------------------------------------------------------------------------- | ---------------------------------------------------------------------------------------------- | ---------------------------------------------------------------------------------------------- | ---------------------------------------------------------------------------------------------- | ---------------------------------------------------------------------------------------------- | ---------------------------------------------------------------------------------------------- | ---------------------------------------------------------------------------------------------- | ---------------------------------------------------------------------------------------------- | ---------------------------------------------------------------------------------------------- | ---------------------------------------------------------------------------------------------- |
| Cao kỉ lục °C (°F)                                                                             | 18.1 (64.6)                                                                                    | 25.0 (77.0)                                                                                    | 32.1 (89.8)                                                                                    | 32.3 (90.1)                                                                                    | 35.9 (96.6)                                                                                    | 36.8 (98.2)                                                                                    | 37.3 (99.1)                                                                                    | 36.6 (97.9)                                                                                    | 34.9 (94.8)                                                                                    | 30.9 (87.6)                                                                                    | 28.4 (83.1)                                                                                    | 20.0 (68.0)                                                                                    | 37.3 (99.1)                                                                                    |
| Trung bình ngày tối đa °C (°F)                                                                 | 5.9 (42.6)                                                                                     | 8.4 (47.1)                                                                                     | 13.4 (56.1)                                                                                    | 19.7 (67.5)                                                                                    | 25.0 (77.0)                                                                                    | 28.6 (83.5)                                                                                    | 30.8 (87.4)                                                                                    | 30.3 (86.5)                                                                                    | 26.7 (80.1)                                                                                    | 21.9 (71.4)                                                                                    | 15.1 (59.2)                                                                                    | 8.3 (46.9)                                                                                     | 19.5 (67.1)                                                                                    |
| Trung bình ngày °C (°F)                                                                        | 1.3 (34.3)                                                                                     | 3.5 (38.3)                                                                                     | 8.0 (46.4)                                                                                     | 14.1 (57.4)                                                                                    | 19.6 (67.3)                                                                                    | 23.8 (74.8)                                                                                    | 27.0 (80.6)                                                                                    | 26.5 (79.7)                                                                                    | 22.3 (72.1)                                                                                    | 16.6 (61.9)                                                                                    | 10.1 (50.2)                                                                                    | 3.5 (38.3)                                                                                     | 14.7 (58.4)                                                                                    |
| Tối thiểu trung bình ngày °C (°F)                                                              | −2.2 (28.0)                                                                                    | −0.3 (31.5)                                                                                    | 3.7 (38.7)                                                                                     | 9.3 (48.7)                                                                                     | 14.9 (58.8)                                                                                    | 19.9 (67.8)                                                                                    | 24.0 (75.2)                                                                                    | 23.6 (74.5)                                                                                    | 18.7 (65.7)                                                                                    | 12.3 (54.1)                                                                                    | 6.0 (42.8)                                                                                     | −0.2 (31.6)                                                                                    | 10.8 (51.5)                                                                                    |
| Thấp kỉ lục °C (°F)                                                                            | −10.6 (12.9)                                                                                   | −15.0 (5.0)                                                                                    | −9.0 (15.8)                                                                                    | −1.1 (30.0)                                                                                    | 4.8 (40.6)                                                                                     | 11.8 (53.2)                                                                                    | 17.4 (63.3)                                                                                    | 15.4 (59.7)                                                                                    | 8.3 (46.9)                                                                                     | 0.2 (32.4)                                                                                     | −6.5 (20.3)                                                                                    | −12.4 (9.7)                                                                                    | −15.0 (5.0)                                                                                    |
| Lượng Giáng thủy trung bình mm (inches)                                                        | 23.9 (0.94)                                                                                    | 27.7 (1.09)                                                                                    | 41.0 (1.61)                                                                                    | 45.5 (1.79)                                                                                    | 71.7 (2.82)                                                                                    | 116.9 (4.60)                                                                                   | 242.7 (9.56)                                                                                   | 202.3 (7.96)                                                                                   | 87.1 (3.43)                                                                                    | 38.8 (1.53)                                                                                    | 46.0 (1.81)                                                                                    | 24.7 (0.97)                                                                                    | 968.3 (38.11)                                                                                  |
| Số ngày giáng thủy trung bình (≥ 0.1 mm)                                                       | 5.5                                                                                            | 6.1                                                                                            | 7.1                                                                                            | 6.9                                                                                            | 9.0                                                                                            | 8.6                                                                                            | 13.5                                                                                           | 12.5                                                                                           | 8.1                                                                                            | 6.1                                                                                            | 6.5                                                                                            | 5.1                                                                                            | 95                                                                                             |
| Số ngày tuyết rơi trung bình                                                                   | 2.3                                                                                            | 2.2                                                                                            | 1.0                                                                                            | 0                                                                                              | 0                                                                                              | 0                                                                                              | 0                                                                                              | 0                                                                                              | 0                                                                                              | 0                                                                                              | 0.3                                                                                            | 0.7                                                                                            | 6.5                                                                                            |
| Độ ẩm tương đối trung bình (%)                                                                 | 72                                                                                             | 71                                                                                             | 69                                                                                             | 69                                                                                             | 72                                                                                             | 75                                                                                             | 82                                                                                             | 84                                                                                             | 80                                                                                             | 75                                                                                             | 73                                                                                             | 71                                                                                             | 74                                                                                             |
| Số giờ nắng trung bình tháng                                                                   | 143.3                                                                                          | 145.8                                                                                          | 178.4                                                                                          | 202.0                                                                                          | 212.5                                                                                          | 171.2                                                                                          | 163.0                                                                                          | 172.8                                                                                          | 175.8                                                                                          | 177.1                                                                                          | 149.3                                                                                          | 149.8                                                                                          | 2.041                                                                                          |
| Phần trăm nắng có thể                                                                          | 45                                                                                             | 47                                                                                             | 48                                                                                             | 51                                                                                             | 49                                                                                             | 40                                                                                             | 37                                                                                             | 42                                                                                             | 48                                                                                             | 51                                                                                             | 48                                                                                             | 49                                                                                             | 46                                                                                             |
| Nguồn: China Meteorological Administration                                                     |                                                                                                |                                                                                                |                                                                                                |                                                                                                |                                                                                                |                                                                                                |                                                                                                |                                                                                                |                                                                                                |                                                                                                |                                                                                                |                                                                                                |                                                                                                |